# Колючий краб
Колючий краб (англ. Paralithodes brevipes) — вид неполнохвостых раков из семейства Lithodidae. Распространён на северо-западе Тихого океана. Панцирь колючего краба в ширину достигает до 14 см и несёт очень крупные толстые шипы. Основу рациона составляют мелкие моллюски.

## Распространение
Колючий краб встречается в южной части Берингова моря, у восточного и, реже, западного побережья Камчатки, в Охотском море, в прибрежных водах Курильских островов и Сахалина. В Японском море — севернее мыса Поворотного.
Обычны вблизи берегов и проникают даже в пресные воды. В море наиболее обильны на глубинах менее 25 м, хотя встречаются и глубже (до 340 м).